# Chasmatophyllum stanleyi
Chasmatophyllum stanleyi är en isörtsväxtart som först beskrevs av L. Bol., och fick sitt nu gällande namn av Franz Xaver von Hartmann. Chasmatophyllum stanleyi ingår i släktet Chasmatophyllum och familjen isörtsväxter. Inga underarter finns listade i Catalogue of Life.